# Heinz-Günther Lehmann
Heinz-Günther Lehmann (Zeitz, 6 marzo 1923 – Göppingen, 24 giugno 2006) è stato un nuotatore tedesco occidentale.

## Carriera
Specializzato nello stile libero, si è laureato campione europeo sulla distanza dei 1500m ai campionati di Vienna 1950.

## Palmarès
- Europei

Vienna 1950: oro nei 1500m stile libero e bronzo nei 400m stile libero.